# Shadow Warrior
Shadow Warrior är ett First Person Shooter-spel utvecklat av 3D Realms och utgivet av GT Interactive Software 1997 för MS-DOS och Macintosh.

## Handling
I spelet, som är inspirerat av östasiatisk kultur och även driver med den en del, spelar man som Lo Wang, en före detta vakt från företaget Zilla Enterprises som hoppat av då företaget, som har kontroll på all tung industri i ett framtida Japan, försöker att ta kontroll över landet med monster från den "mörka sidan".
Spelet har en hel del våldsamma och till viss del även sexistiska scener, något som det har fått en del kritik för.

## Om spelet
Spelet använder sig av Build-grafikmotorn, som även används av ett flertal andra FPS-spel vid tiden, bland annat Blood, Duke Nukem 3D och Tekwar. Motorn har dock uppgraderats en del inför utvecklingen av Shadow Warrior och en del nya effekter har lagts till. Bland annat 3D-sprites, alltså att vapen, ammunition och olika power ups är i 3D istället för sprites som man bara kan se en sida av, dock är monstren fortfarande i 2D.
Spelet har två episoder, varav den första, korta episoden finns som shareware.
Spelet har fått en del expansioner och efterföljare.

## Vapen[1]
De första sju vapnen finns även i sharewareversionen. Resten endast i fullversion.

### 1Knytnävar/katana
Spelets två närstridsvapen. Med katana kan man hugga vissa fiender mitt itu.

### 2Shurikens
Kaststjärnor, där man kastar tre åt gången.

### 3Riot gun
Ett slags fyrpipigt, halvautomatiskt hagelgevär som till utseendet liknar en gatlingkulspruta och, liksom denna, har roterande pipor. Kan skjuta ett skott i taget eller fyra på en gång.

### 4Uzi
En eller två kulsprutepistoler. Spelets enda helautomatiska vapen och de som skjuter snabbast.

### 5Raketgevär/Atombomb
En slags missilkanon som även kan avfyra mindre atombomber. Man kan även skjuta upp vissa sprickor i väggarna med detta vapen. Om man skjuter iväg atombomben så dödas alla fiender i den sektorn som bomben sprängs i, oavsett hur stor sektorn är, men den kan även döda spelaren själv om denne inte söker skydd snabbt efter avlossat skott. Finns även med värmesökande raketer.

### 6Granatkastare
Ett snabbskjutande granatgevär, effektivt om man vill komma åt fiender runt ett hörn. Man kan även skjuta upp vissa sprickor i väggarna med detta vapen.

### 7Sticky bomb
Bomber med taggar som fastnar på fienderna. Man kan även spränga upp vissa sprickor i väggarna med detta vapen.

### 8Rail gun
Ett strålvapen som skjuter en slags spiral av strålar. Dödar de flesta fiender på ett skott och strålen kan gå igenom flera fiender.

### 9Guardian head
Ett huvud av ett monster som kan skjuta olika sorters eld.

### 0 (10)Ripper heart
Ett hjärta som man klämmer åt och som skapar en kopia av spelaren som hjälper till att döda monster.

## Kuriosa
Rösten som talar ur raketgeväret när man väljer atombomben finns även i början av Blümchens låt Ich bin wieder hier.